# Eulepidotis albistriga
Eulepidotis albistriga là một loài bướm đêm trong họ Erebidae.